# 비호복합
비호복합은 K-30 비호에 신궁을 추가한 이동식 대공포를 말한다.

## 역사
2013년 개발을 시작해 2015년 실전배치되었다.

## 인도
2013년 10월 시작된 인도 국방부의 공개입찰에서 러시아 KPB 툴라의 판치르-S1을 물리치고 한화디펜스의 비호복합이 예비 조달자로 선정됐다. 대부분 러시아 무기를 수입하는 인도에서 이례적인 결과였다.
파키스탄과의 국경 지역 5개 육군 여단에 배치할 계획이며, 2013년 입찰공고를 낸 뒤 2015년 기술평가 결과 발표, 2017년 시험평가, 2018년 10월 최종 예비 조달자를 선정했다. 전세계에 대공포와 지대공 미사일을 함께 장착한 복합 방어체계는 러시아 제품들이 유일했다. 퉁구스카, 판치르-S1은 1980년대부터 실전배치되었다.
2018년 12월 18일 인도 뉴델리에서 열린 인도-러시아 정부 간 군사기술 협력회의에서 세르게이 쇼이구 러시아 국방장관이 공식 항의했다. "인도 군 당국이 의도적으로 적절한 시험평가를 진행하지 않았다"고 주장했다. 러시아 국방부와 업체는 인도 국방부에 이번 평가의 재평가를 요구하는 서한도 보냈다.
- 한국 1600만달러, 러시아 2500만달러
- 한국 인도국내생산, 러시아 러시아생산
- 한국 레이더 끄고 육안 조준경 및 광학추적장치로 요격가능, 러시아 불가능

인도는 러시아 무기를 매우 많이 사용하는데, 러시아는 이번 사업에서 한국 비호복합이 채택될 경우, 인도의 러시아산 무기 의존도가 높다는 점을 노려 향후 방산협력에 차질이 빚어질 수 있다고 경고했다.
이에, 인도는 국제입찰을 취소하고, 독자 개발로 방향을 틀 것이란 관측이다. 즉, 러시아가 기술만 수출해서, 인도 국내에서 독자 개발하는 방식이다.
비호 복합 104대, 탄약운반차량 97대, 지휘용 차량 39대, 미사일과 탄환 각 4928발과 17만2260발 등으로 구성된 이 사업은 전체 규모가 2조5000억원에서 3조원 사이로 추산된다.

## 제원
- 레이더: 탐지거리 21 km
- 기관포: 2 x 30 mm 대공포, 사거리 3 km
- 미사일: 4 x 신궁 지대공 미사일, 사거리 7 km

## 같이 보기
- 판치르-S1